# Ērgļi
 Ērgļi  er en mindre by i Ērgļu pagasts og Ērgļu novads i det nordøstlige Letland ved bredden af floden Ogre. Byen havde i 2015 et indbyggertal på 1.939 og et samlet areal på 131,40 kvadratkilometer.
Byen Ērgļi opstod omkring godset Erlaa og havde 331 indbyggere i 1931. Under 2. verdenskrig lå byen i 1944 i en kampzone og blev fuldstændig ødelagt. Efter krigen voksede byen til sin nuværende størrelse ved hjælp af ny industri og tilflytning. Ērgļi var endestation for en jernbanelinje der oprettedes i 1937 og som nedlagdes i 2009.
Beliggende tre kilometer fra Ērgļi ligger forfatteren og dramatikeren Rūdolfs Blaumanis' barndomshjem.